# Julius von dem Bussche-Ippenburg

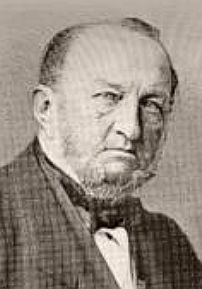
Julius von dem Bussche-Ippenburg gen. von Kessel

Graf Julius von dem Bussche-Ippenburg genannt von Kessell (* 30. Januar 1805 in Düsseldorf; † 17. Januar 1861 in Ippenburg; vollständiger Name: Friedrich Wilhelm Julius Ernst Clamor von dem Bussche-Ippenburg) war ein deutscher Verwaltungsjurist, preußischer Landrat und Politiker.

## Leben
Von dem Bussche-Ippenburg wurde am 30. Januar 1805 in Düsseldorf als Sohn von Georg von dem Bussche-Ippenburg (1779–1853), Fideikommissherr, Herr auf Hackhausen, Solingen, im Rheinland geboren. Er begann sein Studium der Rechtswissenschaften zunächst an der Universität Rinteln und wechselte 1824 an die Universität Göttingen. Während seines Studiums in Göttingen wurde er Mitglied des Corps Hannovera.
Nach einer Adoption durch Friedrich Leopold Christian von dem Bottlenberg genannt Kessel, einem Vetter seiner Mutter aus dem bergischen Adelsgeschlecht der Herren von Bottlenberg, erfolgte 1825 mit königlicher Bewilligung seine Namens- und Wappenvereinigung mit der Familie seines Onkels, die keine weiteren Nachkommen hatte. 1840 wurde er nach dem Recht der Erstgeburt in den preußischen Grafenstand erhoben. Der Grafentitel wurde an den Besitz des 1841 gestifteten Fideikommisses Ippenburg im Königreich Hannover und des 1818 gestifteten Fideikommisses Neuenhof in Westfalen geknüpft.

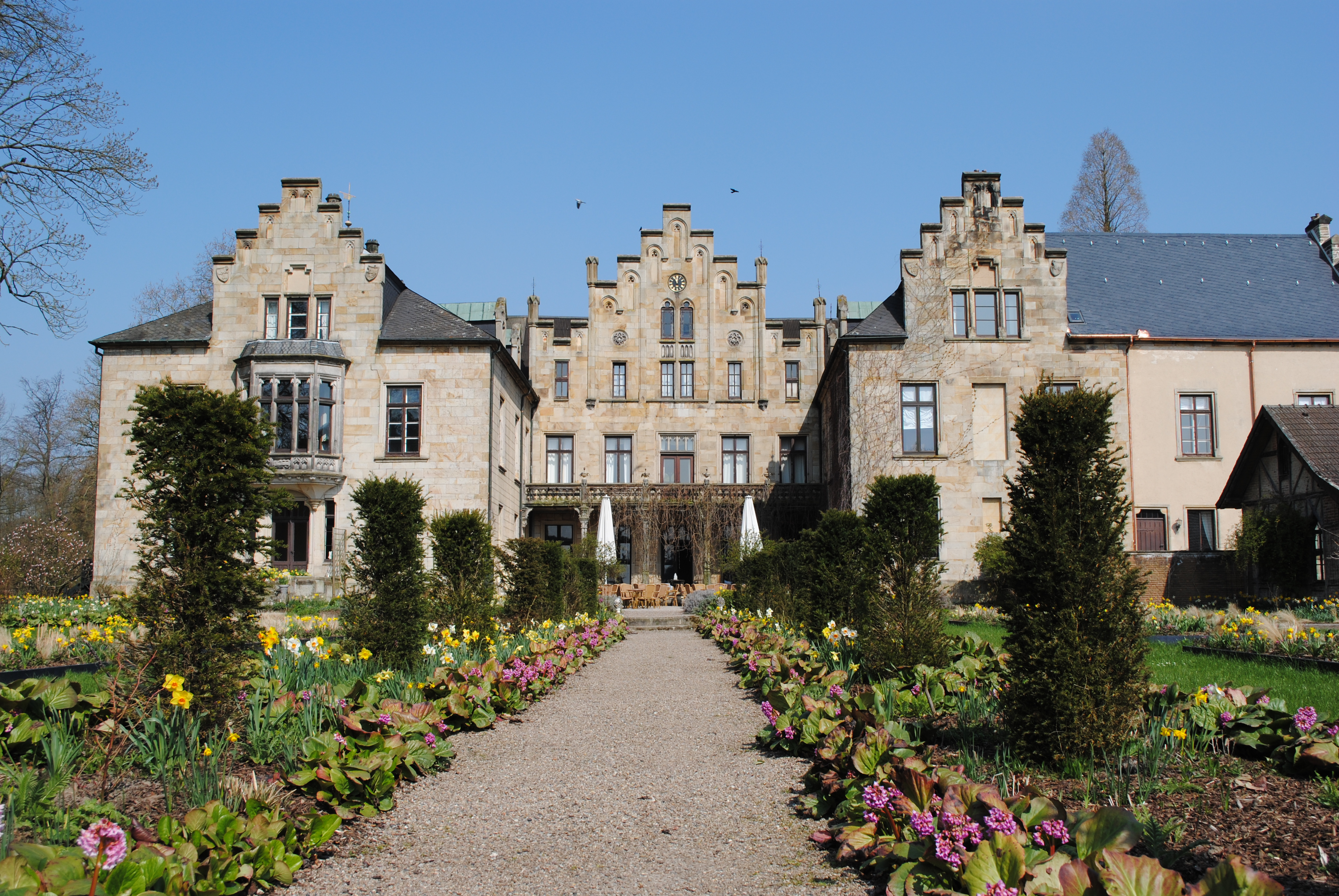
Schloss Ippenburg,
Wohnsitz Julius von dem Bussche-Ippenburgs

1828 wurde ihm und seiner Schwester Adelheid von seinem Vater der Kurpfälzische Hof in Wermelskirchen geschenkt. Im gleichen Jahr heiratete er in Berlin Thora Gräfin von Bernstorff (1809–1873), Tochter des königlich preußischen Staats- und Cabinettsministers Christian Günther von Bernstorff und der Elisabeth geb. Gräfin Dernath. Mit ihr hatte er zwölf Kinder. Ein Sohn war Wilhelm von dem Bussche-Ippenburg, Mitglied des Preußischen Herrenhauses.
Zunächst war er als Kammerherr im preußischen Staatsdienst tätig. Außerdem war durch das Gut Hackhausen Mitglied des Gemeinderates der Stadt Höhscheid, da Hackhausen zur Bürgermeisterei Höhscheid gehörte. 1836 wurde er zum Landrat des Landkreises Solingen in der preußischen Rheinprovinz ernannt. Dieses Amt übte er 14 Jahre lang bis 1850 aus. In dieser Zeit fiel ihm die Aufgabe zu, den Kreis Solingen in der Zeit der beginnenden Industrialisierung zu lenken. Von dem Bussche-Ippenburg war von seiner Jugend an mit allen Angelegenheiten der Solinger Industrie sowie mit der Denkweise der Bevölkerung vertraut. Das zeigte während der Revolution 1848/1849 seine bedachte Haltung der Unruhestimmung gegenüber. Allerdings brachte diese Haltung ihn nach dem Scheitern der Revolution zu Fall und er wurde 1850 als Landrat abgesetzt. In Solingen-Ohligs erinnert seit 1935 der Bussche-Kessel-Weg an den Landrat.
Als Erbe des Rittergutes Hackhausen hatte von dem Bussche-Ippenburg einen Sitz im Rheinischen Provinziallandtag. Er war zudem Mitglied der ersten Kammer der Ständeversammlung des Königreichs Hannover. Bussche-Ippenburg war Besitzer der Schlösser Ippenburg und Neuenhof und der zugehörigen land- und forstwirtschaftlichen Flächen. Schloss Neuenhof hatte er durch testamentarische Verfügung von der ausgestorbenen Familie von Kessel erhalten. Er lebte aber dauerhaft auf Schloss Ippenburg.

## Familie
Er heiratete am 8. März 1828 die Gräfin Thora Charlotte Auguste Julia von Bernstorff (* 18. März 1809; † 16. Juni 1873 in Karlsbad), eine Tochter des Minister Graf Christian Günther von Bernstorff und der Gräfin Elisabeth von Dernath (1789–1867). Das Paar hatte zwölf Kinder, darunter:
- Selma (* 13. Februar 1829) ⚭ 1856 Karl von Reichmeister (1810–1860)
- Friedrich (Wilhelm) Georg Christian Clamor (1830–1897) ⚭ 1855 Else von Arnim (* 17. März 1834; † 5. Januar 1919)
- Asta (* 6. April 1831; † 7. Oktober 1881) ⚭ 1858 Theodor von Reventlow (* 19. Juli 1801; † 4. Februar 1873)
- Alhard Georg Ernst Clamor (* 17. November 1835; † 2. Februar 1881) ⚭ 1860 Anna von Meyerinck (* 17. Juli 1836), Tochter des Richard von Meyerinck
- Adelheid (* 7. Dezember 1837; † 9. November 1900) ⚭ 1863 Christian Joachim Hugo von Bernstorff (* 31. Mai 1834; † 22. Juli 1901) aus dem Haus Gartow
- Else (* 9. Januar 1839)
- Bertha (* 26. Dezember 1841; † 15. September 1918) ⚭ 1862 Konrad Christian Heinrich von Roeder (* 8. November 1833; † 19. September 1900), Landrat, Herr auf Ober-Ellguth
- Julia (* 23. Juni 1843) ⚭ 1870 Konrad Heinrich von Loesch (* 16. Oktober 1829; † 2. August 1886)[5]